# 1478 w literaturze
Wydarzenia literackie w 1478 roku.

## Urodzili się
- Baldassare Castiglione, włoski prozaik
- Gian Giorgio Trissino, włoski poeta
- Girolamo Fracastoro, włoski poeta